# Ла-Гасийи
Ла-Гасийи́ (фр. La Gacilly, брет. Gazilieg) — коммуна на северо-западе Франции, находится в регионе Бретань, департамент Морбиан, округ Ван, кантон Гер. Расположена в 60 км к востоку от Вана и в 59 км к юго-западу от Ренна, в 23 км от национальной автомагистрали N24 и в 28 км от национальной магистрали N165. Через территорию коммуны протекает река Афф, приток Уста.
Население (2019) — 3 962 человек. Жителей Гасийи называют гасилийцами.

## История
1 января 2017 года в состав коммуны Ла-Гасийи вошли соседние коммуны Гленак и Ла-Шапель-Гаслин. Территория новой коммуны Ла-Гасийи увеличилась в два раза, население — в полтора раза.
Коммуна Ла-Гасийи больше всего известна тем, что в ней родился и основал свой бизнес Ив Роше. В течение 46 лет он был мэром Ла-Гасийи, член Генерального совета департамента Морбиан и Регионального совета Бретани. После перевода штаб-квартиры корпорации Yves Rocher в Ренн, ее основное производство осталось в Ла-Гасийи. В коммуне также в 1975 годы был открыт Ботанический сад Ива Роше.

## Достопримечательности
- Приходская церковь Святого Николая середины XIX века в неогреческом стиле
- Ботанический сад Ива Роше
- Шато Сурдеак XVI века, реконструированное в XIX веке

## Экономика
Структура занятости населения:
- сельское хозяйство — 0,4 %
- промышленность — 48,2 %
- строительство — 4,8 %
- торговля, транспорт и сфера услуг — 32,1 %
- государственные и муниципальные службы — 14,4 %

Уровень безработицы (2018) — 10,6 % (Франция в целом —  13,4 %, департамент Морбиан — 12,1 %). 

Среднегодовой доход на 1 человека, евро (2018) — 21 190 (Франция в целом — 21 730, департамент Морбиан — 21 830).

## Демография
Динамика численности населения, чел.

## Администрация
Пост мэра Ла-Гасийи с 2008 года занимает Жак Роше (Jacques Rocher). На муниципальных выборах 2020 года возглавляемый им независимый список был единственным.
| Период | Период | Фамилия  | Партия        | Примечания                                                               |
| ------ | ------ | -------- | ------------- | ------------------------------------------------------------------------ |
| 1962   | 2008   | Ив Роше  | Разные правые | член Генерального совета департамента, член Регионального совета Бретани |
| 2008   |        | Жак Роше |               | президент Фонда Ива Роше                                                 |

## Города-побратимы
- Холлерсбах-им-Пинцгау, Австрия
- Диапага, Буркина-Фасо
- Говертон, Великобритания

## Культура
С 2003 года в Ла-Гасийи ежегодно проводится фестиваль фотографий. Работы международных фотографов украшают стены домов, улицы и сады коммуны. В год фестиваль посещает около 385 тыс. человек.

## Знаменитые уроженцы
- Ив Роше (1930-2009),  промышленник, основатель одноимённой компании по производству косметических товаров

## Галерея

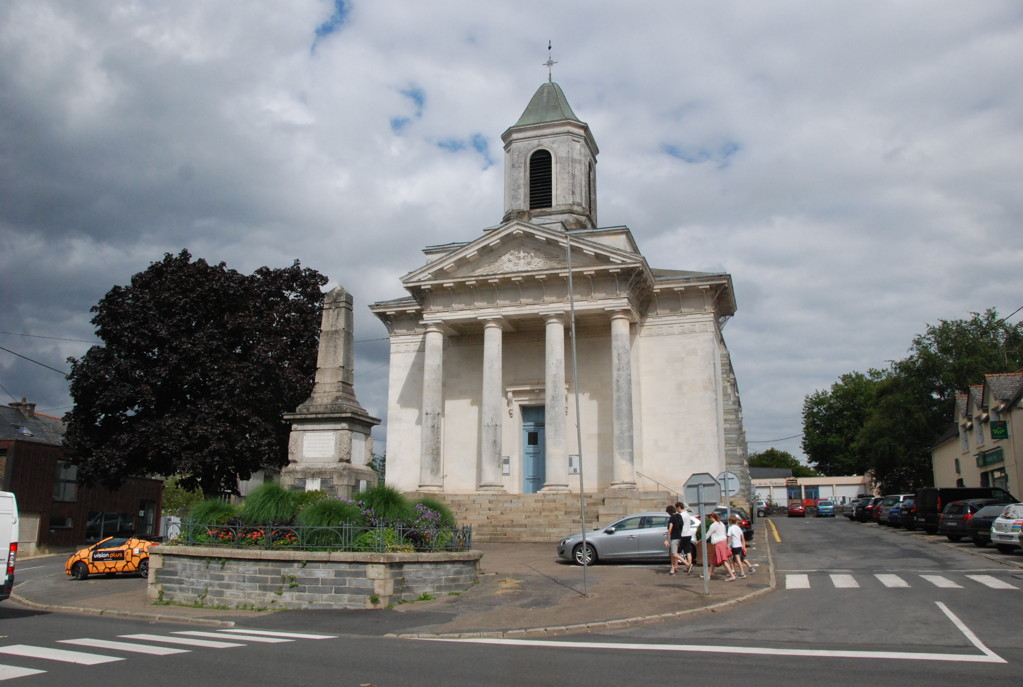
Церковь Святого Николая
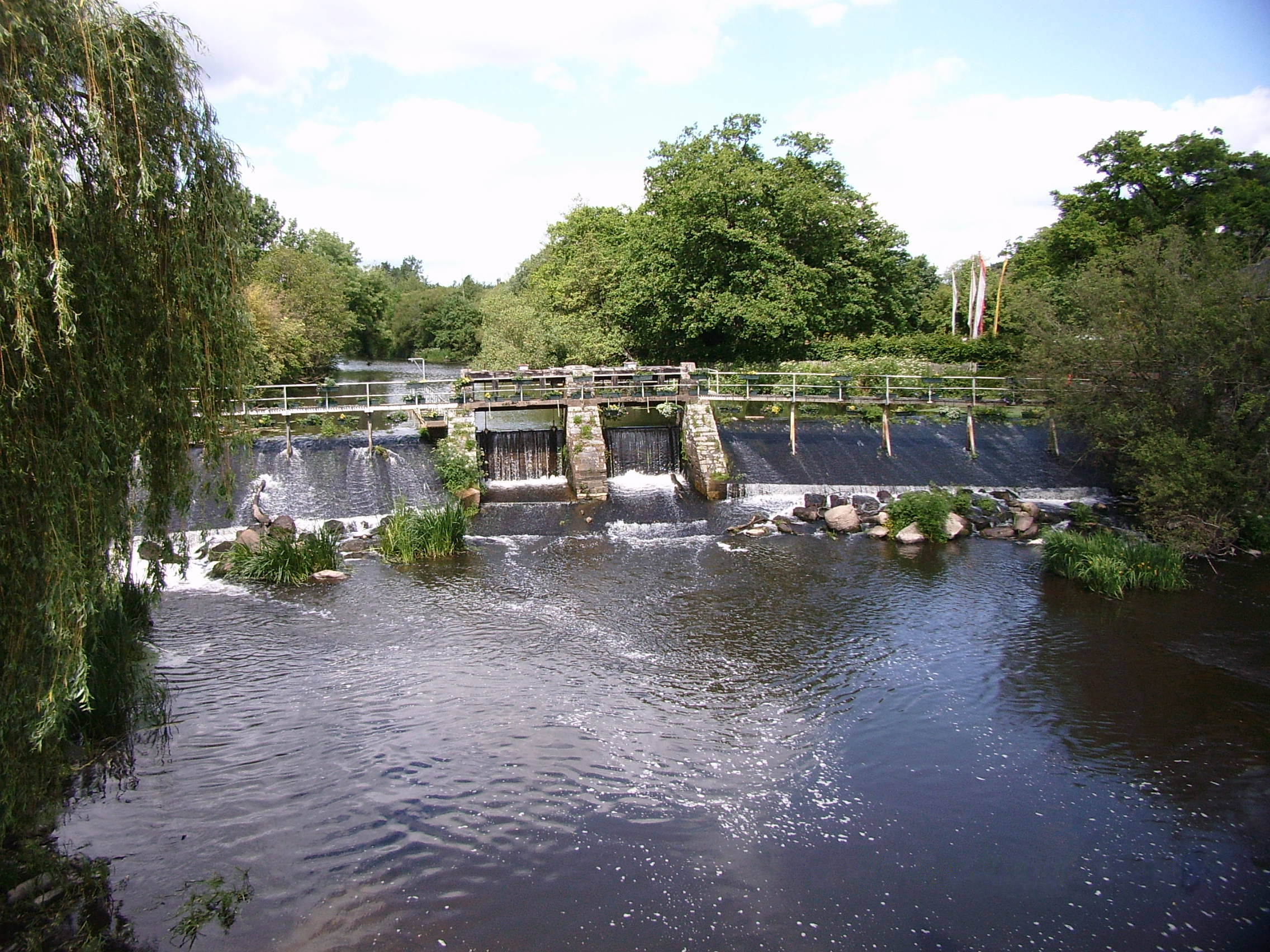
Река Афф
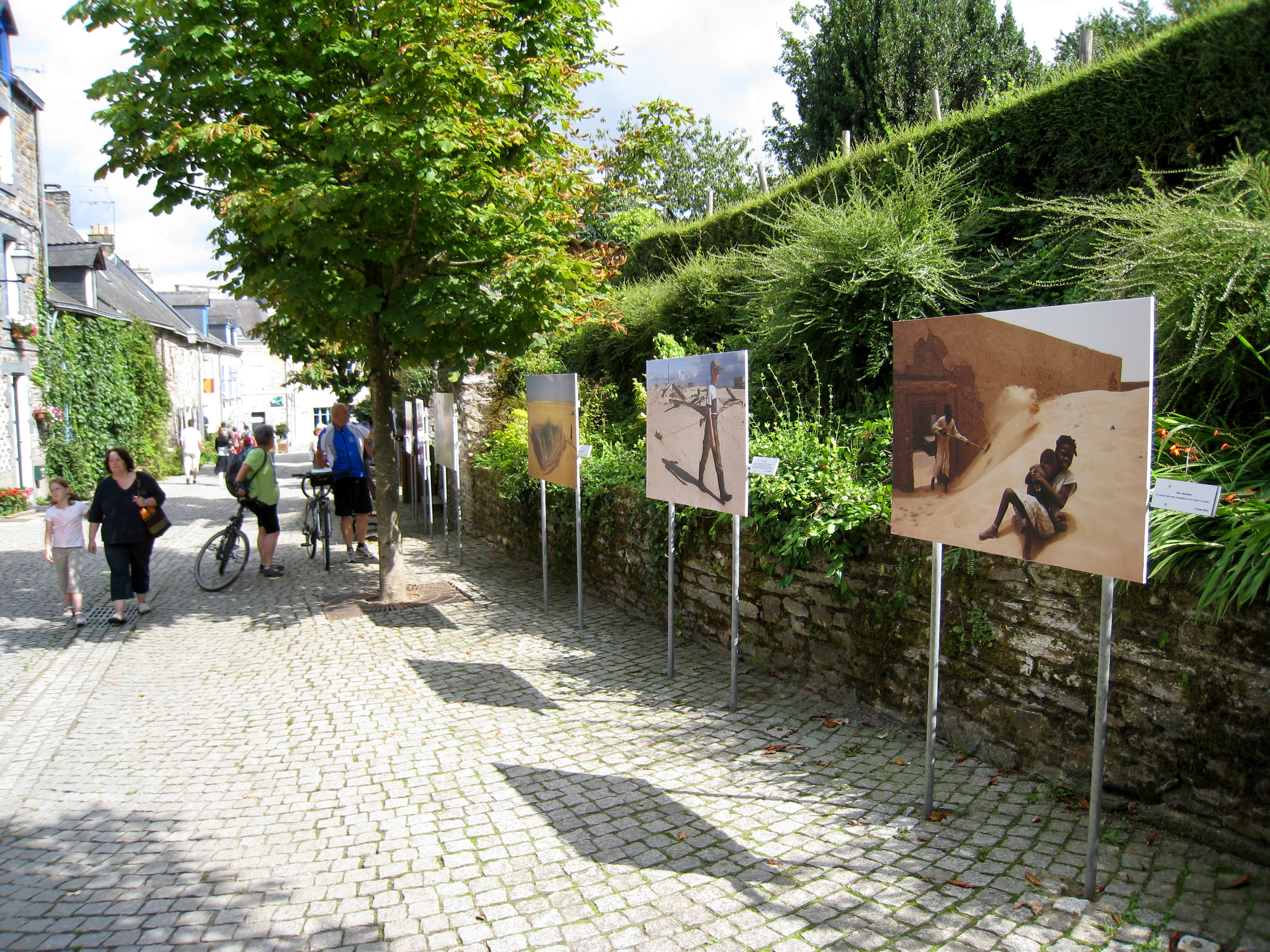
Фотографии фестиваля, улица Сан Венсан
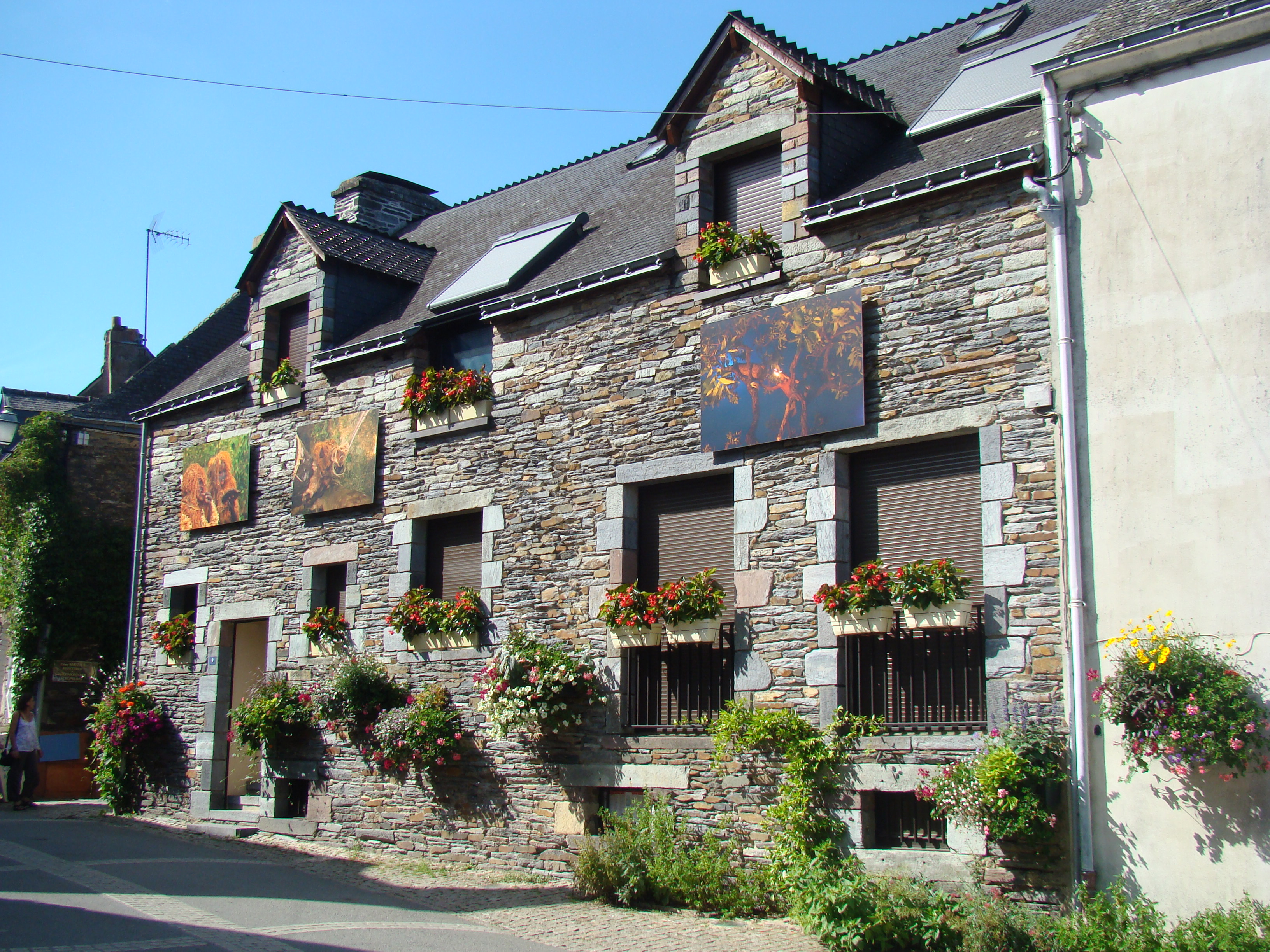
Типичный дом в Ла-Гасийи